# XV du Coudon
Ne doit pas être confondu avec Rugby Club La Valette Le Revest La Garde Le Pradet (féminines).
Actualités
Le XV du Coudon est un club français de rugby à XV créé en 1965.
Basé à La Valette-du-Var, il représente également Le Revest-les-Eaux depuis 2000 et La Garde depuis 2016. Le Pradet a fait partie de l'entente de 2016 à 2022.

## Historique
La première équipe de la ville de La Valette-du-Var remonte à la saison 1948-1949.
Face à des difficultés sportives, cette dernière équipe s'associe en 1965 avec l'autre club de la ville, l'Union athlétique valettoise pour créer une nouvelle entité. Elle adopte alors le vert et le noir en tant que couleurs.
Au terme de la saison 1998-1999, le RCV accède à la Nationale 1 ; elle y évolue pendant trois saisons au total,.
En 2000, la ville du Revest-les-Eaux s'associe au projet de développement du Rugby Club valettois, le club est dorénavant connu en tant que Rugby Club valettois revestois.
En 2016, le Rugby Club valettois revestois fusionne avec le Rugby Club Canton Garde Pradet, par absorption de ce dernier, afin de créer une école de rugby mutualisée sur le territoire des quatre villes : le club est alors connu en tant que Rugby Club La Valette Le Revest La Garde Le Pradet,,,.
En 2022, la ville du Pradet quitte l'entente : le club se renomme alors le XV du Coudon, d'après le nom du mont Coudon.

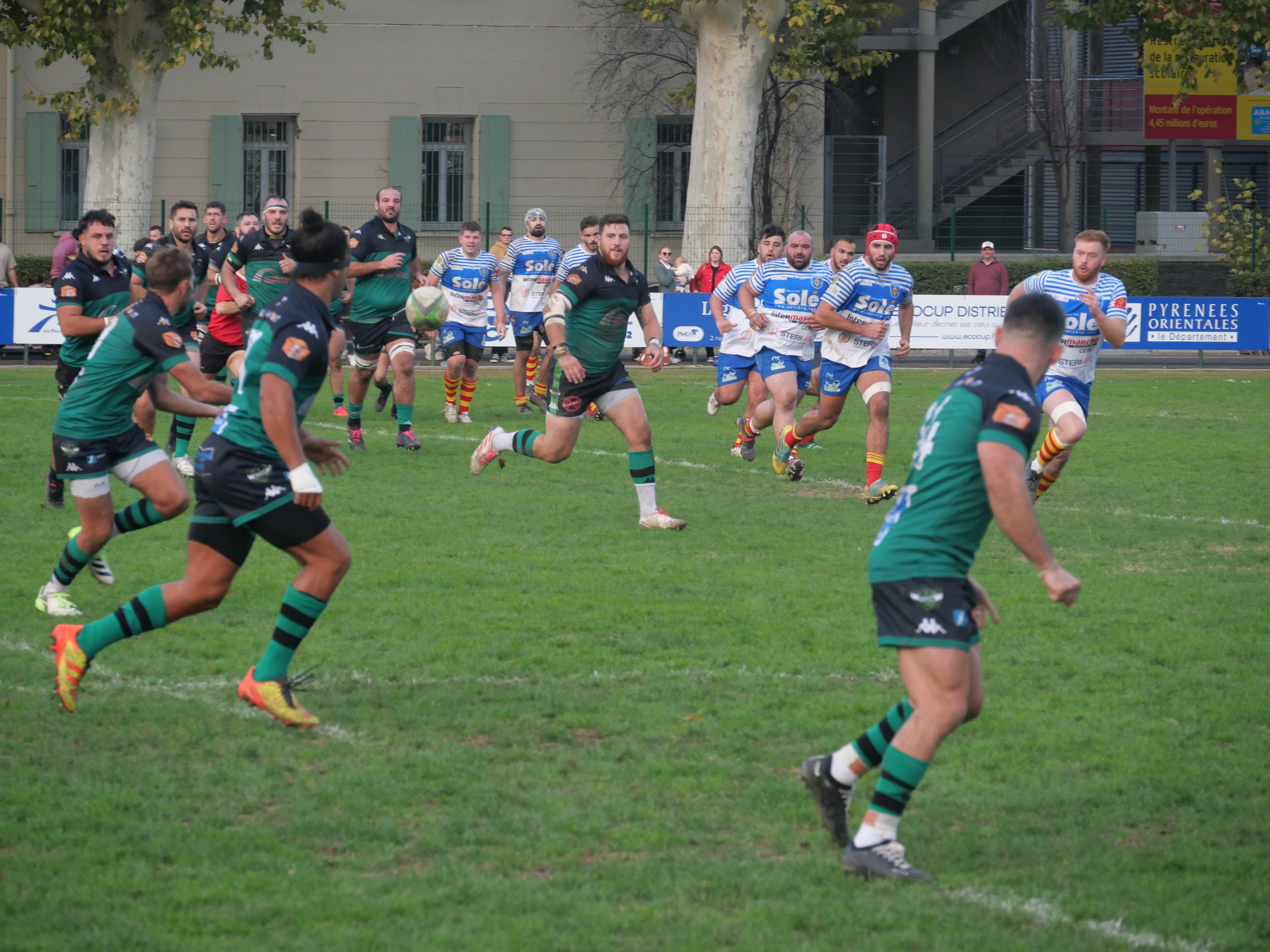
Joueurs du XV du Coudon en 2023.

## Identité visuelle

### Couleurs et maillots
Les couleurs du Rugby Club valettois sont le vert et le noir depuis 1965, date de la fusion avec l'Union athlétique valettoise.

### Logo

Évolution du logo
Ancien logo du RCVR.
Logo du RCVRGP de 2016 à 2022.
Logo du XV du Coudon instauré en 2022.

## Anciens joueurs
- Éric Champ
- Michel Périé
- Christophe Dominici
- Xavier Chiocci